# Stephan Berend von Dewitz
Stephan Berend von Dewitz (* 21. März 1672; † 8. März 1728) war ein preußischer Landrat. Er stand bis zu seinem Tode dem Daber-Naugard-Dewitzschen Kreis in Hinterpommern vor.
Er entstammte der uradligen Familie Dewitz, die in Pommern umfangreiche Besitzungen hatte. Diese Besitzungen machten einen großen Teil des Daber-Naugard-Dewitzschen Kreises aus. Sein Vater Joachim Balthasar von Dewitz (1636–1699) war  brandenburg-preußischer General, zuletzt Kommandant der Festung Kolberg. Seine Mutter war eine geborene von Mörner.
Dewitz diente in der Preußischen Armee; im Leibregiment zu Pferde stieg er zum Oberstleutnant auf.
Später wurde er Landrat des Daber-Naugard-Dewitzschen Kreises. Im Allgemeinen Teutschen Adels-Lexicon (1774) wurde er als „großer Liebhaber von Pracht und Aufwand“ charakterisiert. Das Amt des Landrates übte er bis zu seinem Tode aus, sein Nachfolger im Amt war sein Verwandter Christian Heinrich von Dewitz.
Dewitz war Erbherr auf Hoffelde, Wussow und Roggow. Verheiratet war er mit Louise Emilie († 1760), einer Tochter des Generalmajors Johann Anton von Zieten. Sein Sohn Carl Joseph von Dewitz (1718–1753) wurde Vizepräsident der Pommerschen Regierung und Diplomat.